# Hans (film, 2006)
Pour plus de détails, voir Fiche technique et Distribution.
Hans est un film italien de Louis Nero sorti en 2006.

## Synopsis
Hans analyse l'évolution de la paranoïa croissante de l'intérieur d'un individu agité, le rôle de premier plan Hans Schabe. Cette maladie de la schizophrénie a accompagné le protagoniste durant toute sa vie.

## Fiche technique
- Titre : Hans
- Réalisation : Louis Nero
- Scénario : Louis Nero
- Photographie : Louis Nero
- Musique : Tiziano Lamberti
- Durée : 104 minutes
- Date de sortie : 1er avril 2006